# Paul Sattler
Paul Sattler (* 1894 in Ostpreußen; † 1965 in Dortmund) war ein Dortmunder Kommunalpolitiker der SPD. Er war 1946 Mitbegründer (Lizenznehmer) der Westfälischen Rundschau und von 1958 bis 1961 Generaldirektor der Vereinigten Elektrizitätswerke Westfalen (VEW).

## Politischer und beruflicher Werdegang
Der politische und berufliche Werdegang Paul Sattlers war eng miteinander verknüpft. Als 18-Jähriger von Ostpreußen nach Westfalen gezogen, trat Sattler früh in die SPD ein. Er arbeitete zunächst im Verlagswesen, bevor er 1920 in den Kommunaldienst der seinerzeit noch selbständigen Stadt Hörde eintrat. Mitte der 1920er Jahre wurde er Mitgesellschafter der sozialdemokratischen Westfälischen Allgemeinen Volks-Zeitung. Sattler wurde Mitglied des Reichsbanner Schwarz-Rot-Gold. Von den Nationalsozialisten wurde er 1933 als  Geschäftsführer der Allgemeinen Ortskrankenkasse (AOK) in Dortmund-Hörde entlassen und mit Berufsverbot belegt. Sattler war mit Walter Poller befreundet und gehörte zu einem Widerstandskreis von Sozialdemokraten.
Am 14. April 1945 sorgte er nach dem Einmarsch der Amerikaner mit weiteren früheren Parteimitgliedern für die Wiedergründung der Partei in Dortmund, ging in die Kommunalpolitik und wurde Mitglied des Stadtrates. Am 26. Februar 1946 erhielt er mit Heinrich Sträter und Fritz Henßler von der britischen Militärregierung die Lizenz für die Westfälische Rundschau (WR), die erstmals am 20. März 1946 erschien. Er übernahm 1947 die Geschäftsführung der Westfalendruck GmbH, in der die WR gedruckt wurde.
Nachdem er kurzzeitig Dezernent der Stadt gewesen war, wechselte er zur VEW, einem regionalen Energieversorgungsunternehmen mit bis dato ausschließlich kommunalen Trägern (die Teilprivatisierung begann 1966). Hier war er von 1958 bis 1961 Generaldirektor.
Es ist eine biografische Nebennotiz, dass der Bankier Alfred Herrhausen, ab 1985 Vorstandssprecher der Deutschen Bank und 1989 mutmaßlich von der RAF ermordet, von 1953 bis 1977 in erster Ehe mit dessen Tochter Ulla Sattler verheiratet war. 1959 wurde die gemeinsame Tochter Bettina geboren und ein Jahr später erhielt Herrhausen einen Direktorenposten bei den VEW, ehe er 1967 Finanzvorstand des Unternehmens wurde. 1969 wechselte er von hier zur Deutschen Bank.

## Ehrungen
Nach Sattler ist der Paul-Sattler-Weg in Dortmund-Lücklemberg benannt.